# هالمارک
هالمارک (انگلیسی: Hallmark) شرکت رسانه‌ای آمریکایی است، که در سال ۱۹۹۵ تأسیس شد.